# Fuka
 Ovo je glavno značenje pojma Fuka. Za umjetno jezero pored ovog naselja pogledajte Fuka.
Fuka je naseljeno mjesto u Republici Hrvatskoj u Zagrebačkoj županiji. 

## Zemljopis
Administrativno je u sastavu općine Gradec. Naselje se proteže na površini od 5,93 km².

## Stanovništvo
Prema popisu stanovništva iz 2001. godine u Fuki živi 120 stanovnika i to u 36 kućanstava. Gustoća naseljenosti iznosi 20,24 st./km².
| broj stanovnika | 58    | 74    | 87    | 101   | 129   | 150   | 150   | 176   | 178   | 173   | 199   | 172   | 126   | 108   | 120   | 99    | 79    |
|                 | 1857. | 1869. | 1880. | 1890. | 1900. | 1910. | 1921. | 1931. | 1948. | 1953. | 1961. | 1971. | 1981. | 1991. | 2001. | 2011. | 2021. |